# 万尔典
万尔典（Joseph Verdier，1877年—1971年），字长虞，法国传教士，耶稣会会士。天主教江南耶稣会会长（1919-1925）。
1877年，万尔典出生于法国。1894年（17岁），万尔典加入耶稣会。1906年（29岁）前往中国，传教于江苏省的徐州、镇江、南京等地。1919年（42岁）任天主教江南耶稣会会长，驻上海。1925年调任南京总铎。1927年南京事件时乘英舰逃往上海，同年获法国政府授予的荣誉勋章。1928年（51岁）任徐汇公学院长。1932年（55岁），万尔典调任上海教区总帐房，管理教区房地产与财务，住四川南路洋泾浜若瑟堂，积极从事上海法租界的房地产业，为教区获取大量财富。淞沪会战前后，万尔典还兼任广慈医院院长。由于他举措得当，在1938年疫情中，挽救了大量病人的生命。1947年（70岁），万尔典调任土山湾孤儿工艺院院长，并担任主教府教务参赞。1953年7月6-13日（76岁），上海市徐汇区组织天主教所办事业中的天主教职工召开控诉大会，控诉万尔典等传教士。7月18日，上海市军管会将万尔典等人驱逐出境。1971年万尔典去世，享年94岁。